# Асурбанипалова библиотека
Асурбанипалова библиотека је краљевска библиотека Асурбанипала, посљедњег великог краља Новоасирског краљевства. Ријеч је колекцији приближно 25.000 глинених плочица и фрагмената који садрже текстове свих врста из 7. вијека п. н. е. Међу њих спада и Еп о Гилгамешу. Због лошег руковања изворног материјала многи су текстови библиотеке непоправљиво у нереду, што онемогућује научницима разабирање и реконструкцију многих изворних текстова, иако су неки преживјели нетакнути. Материјали су пронађени на археолошком налазишту Коуњик (тадашња древна Нинива) у сјеверној Месопотамији. Налазиште је, иначе, смјештено у данашњем Ираку. Старе персијске и арменске предаје упућују на чињеницу да је Александар Велики, кад је видио велику библиотеку Асурбанипала у Ниниви, био инспирисан да оснује своје властите библиотеке. Александар је, међутим, умро прије неголи је успио основати своју библиотеку, али је његов пријатељ и насљедник Птолемеј надзирао оснивање Александријске библиотеке — пројекат из којег ће израсти једна од најпознатијих библиотека свијета.
Библиотека је археолошко откриће које се приписује Остину Хенрију Лајарду. Већина плочица је однета у Енглеску и сада се налазе у Британском музеју. Међутим, до првог открића дошло је касне 1849. у тзв. Југозападној палати, која је била Краљевска палата краља Сенахериба (705.-681. п. н. е.). Три године касније, Хормузд Расам, Лајардов помоћник, открио је сличну „библиотеку“ у палати краља Асурбанипала (668.-627. п. н. е.), на супротној страни насипа. Нажалост, није начињен запис о проналаску, а убрзо након транспорта у Европу, плочице су неповратно међусобно помијешане и са плочицама с других налаза. Стога, данас је готово немогуће реконструисати изворни садржај сваке од две главних „библиотека“.
Асурбанипал је упослио учењаке и преписиваче који су преписали старије текстове, углавном из вавилонских извора. Фрагменти те краљевске библиотеке укључују краљевске натписе, хронике, митолошке и религијске текстове, уговоре, краљевске потпоре и уредбе, краљевска писма, и различите административне документе. Неки од споменутих текстова садрже дивинације, знамења, инкантације и химне разних богова, док се други односе на медицину, асртономију и књижевност. Еп о Гилгамешу, ремек дјело древног вавилонског пјесништва, пронађен је у библиотеки заједно с Енума Елиш, причом о стварању, и митом о Адапи, првом човјеку, и причама попут Сиромаха из Нипура. Текстови су написани клинастим писмом углавном на акадском језику.
Ашурбанипалова библиотека даје савременим историчарима информације о људима древног Блиског истока. У свом Прегледу историје, Х. Г. Велс назива ову библиотеку „најдрагоценијим извором историјске грађе на свету“.
Материјали су пронађени на археолошком налазишту Коџунјик (древна Нинива, главни град Асирије) у северној Месопотамији. Локација се налази у данашњем северном Ираку, у оквиру града Мосула.

## Пројекат Ашурбанипалове библиотеке
Створен у сарадњи са Универзитетом у Мосулу и финансиран од стране Таунли групе, Британски музеј од 2002. године саставља каталошку евиденцију артефаката из Ашурбанипалове библиотеке. Циљ је да се библиотека документује што је могуће детаљније у текстовима и сликама, укључујући транслитерације знакова, руком нацртане копије, преводи и висококвалитетне дигиталне слике. Пројекат је спроведен у три фазе са објављеним резултатима 2003, 2004. и 2014. Др Јеанет К. Финке, која је студирала античке оријенталне студије, хетитологију и египтологију на Универзитету у Хамбургу, била је у великој мери укључена током прве две фазе. Током прве фазе, Финке је саставила ауторитативан списак од 3500 библиотечких таблица на вавилонском писму. Током друге фазе, Финке је такође саставила неколико астролошких текстова из Ниниве. Трећа фаза је завршена уз помоћ професорке Рикел Боргер, која је преминула током израде каталога у децембру 2010. године, те је овај подухват завршен уз помоћ Ендру Мелон фондације од 2009. до 2013. под управом Џона Тејлора. Током ове последње фазе, библиотека је произвела дигиталне слике високе резолуције свих библиотечких табли. Свака слика је креирана помоћу 14 слика што омогућава виртуелну дводимензионалну представу тродимензионалних таблета. Слике су објављене на веб страници Клинасте дигиталне библиотечке иницијативе и на сајту Британске музејске збирке. Од 2020. године, пројекат се фокусирао на два подухвата: први се бави реконструисањем медицинских текстова из каталогизованих таблета, а други је пројекат који користи записнике на дну сваке таблете да би екстраполирао размере и опсег колекција таблета. Каталог се још увек ажурира, што је омогућено доприносом материјала неколико сарадника и пројеката укључујући: Државни архив Асирије, Пројекат клинастих коментара, Дигитални корпус клинастих лексичких текстова и Краљевски натписи неоасирског периода.

## External links
- BBC audio file. In our time discussion programme. 45 minutes.